# Campeonato Sul-Americano de Futebol Sub-17 de 1987
O Campeonato Sul-Americano de Futebol Sub-17 de 1987 foi realizada no Chile e teve como convidado a seleção de futebol do  Canadá.

## Jogos disputados
Grupo A
| Brasil | 1 x 0 | Canadá |
| Brasil | 2 x 1 | Chile  |
| Chile  | 0 x 3 | Canadá |
| ------ | ----- | ------ |

Grupo B
| Argentina | 1 x 1 | Peru      |
| Peru      | 7 x 0 | Bolívia   |
| Bolívia   | 0 x 0 | Argentina |
| --------- | ----- | --------- |

Semi-final
| Canadá | 0 x 2 | Peru      |
| Brasil | 3 x 1 | Argentina |
| ------ | ----- | --------- |

Final
| Brasil | 3 x 2 | Peru |
| ------ | ----- | ---- |